# Haliclona tufoides
Haliclona tufoides är en svampdjursart som först beskrevs av Arthur Dendy 1922.  Haliclona tufoides ingår i släktet Haliclona och familjen Chalinidae.
Artens utbredningsområde är Seychellerna. Inga underarter finns listade i Catalogue of Life.